# Diego Palomeque
Diego Armando Palomeque Echevarría, né le 5 décembre 1993 à Apartadó, est un athlète colombien spécialiste du sprint.

## Biographie
En juin 2011, aux Championnats d'Amérique du Sud, Diego Palomeque fait partie du relais colombien qui remporte la médaille d'argent sur 4 × 400 mètres.
En septembre, il remporte quatre médailles lors des Championnats d'Amérique du Sud juniors : l'or sur 200 mètres (à égalité avec le Brésilien Aldemir da Silva Junior), et l'argent sur 100 mètres, 4 × 100 mètres et 4 × 400 mètres.
Le 28 avril 2012, Diego Palomeque remporte le 400 mètres lors du Grand Prix sud-américain de Medellín en 45 s 62, nouveau record personnel. Ce temps constitue un minima B qualificatif pour les Jeux olympiques de 2012.
Le 4 août 2012, il est suspendu provisoirement des Jeux olympiques de Londres à la suite d'un contrôle positif à la testostérone. Il écope finalement de deux ans de suspension.
Le 9 mai 2015, il court le 100 m en 10 s 22, et le 200 m en 20 s 66, à Medellín (ce dernier avec vent défavorable de 1,9 m/s).
Le 12 juin 2015, il remporte le 100 m des Championnats d'Amérique du Sud à Lima en 10 s 40, avec un vent de face de 1,1 m/s.
Le 30 avril 2016 Diego Palomeque améliore le record de Colombie en parcourant le tour de piste en 45 s 25 lors du Grand Prix Ximena Restrepo de Medellín, une semaine après avoir réalisé le doublé 100-200 aux championnats nationaux.
En 2017, il conserve son titre de champion d'Amérique du Sud du 100 m. Bénéficiant d'un vent favorable de 1,8 m/s, il réalise un temps de 10 s 11, battant le record de Colombie que possédait depuis 2014 Isidro Montoya.

## Palmarès
| Date | Compétition                              | Lieu           | Résultat | Épreuve   | Temps         |
| ---- | ---------------------------------------- | -------------- | -------- | --------- | ------------- |
| 2011 | Championnats d'Amérique du Sud           | Buenos Aires   | 2e       | 4 × 400 m | 3 min 9 s 67  |
| 2011 | Championnats d'Amérique du Sud juniors   | Medellín       | 2e       | 100 m     | 10 s 45       |
| 2011 | Championnats d'Amérique du Sud juniors   | Medellín       | 1er      | 200 m     | 20 s 94       |
| 2011 | Championnats d'Amérique du Sud juniors   | Medellín       | 2e       | 4 × 100 m | 40 s 08       |
| 2011 | Championnats d'Amérique du Sud juniors   | Medellín       | 2e       | 4 × 400 m | 3 min 8 s 71  |
| 2014 | Jeux d'Amérique centrale et des Caraïbes | Xalapa         | 3e       | 4 × 400 m | 3 min 2 s 52  |
| 2015 | Championnats d'Amérique du Sud           | Lima           | 1er      | 100 m     | 10 s 40       |
| 2015 | Championnats d'Amérique du Sud           | Lima           | 2e       | 200 m     | 21 s 15       |
| 2015 | Championnats d'Amérique du Sud           | Lima           | 3e       | 4 × 100 m | 40 s 80       |
| 2016 | Championnats ibéro-américains            | Rio de Janeiro | 3e       | 100 m     | 10 s 30       |
| 2016 | Championnats ibéro-américains            | Rio de Janeiro | 1er      | 4 × 400 m | 3 min 1 s 88  |
| 2017 | Championnats d'Amérique du Sud           | Luque          | 1er      | 100 m     | 10 s 11       |
| 2017 | Championnats d'Amérique du Sud           | Luque          | 2e       | 4 × 100 m | 39 s 67       |
| 2017 | Championnats d'Amérique du Sud           | Luque          | 1er      | 4 × 400 m | 3 min 05 s 02 |
| 2017 | Jeux Bolivariens                         | Santa Marta    | 2e       | 100 m     | 10 s 31       |
| 2017 | Jeux Bolivariens                         | Santa Marta    | 2e       | 4 x 100 m | 39 s 58       |
| 2017 | Jeux Bolivariens                         | Santa Marta    | 1er      | 4 x 400 m | 3 min 6 s 14  |
| 2018 | Jeux d'Amérique centrale et des Caraïbes | Barranquilla   | 3e       | 4 x 400 m | 3 min 4 s 35  |
| 2019 | Championnats d'Amérique du Sud           | Lima           | 3e       | 100 m     | 10 s 47       |
| 2019 | Championnats d'Amérique du Sud           | Lima           | 3e       | 4 x 100 m | 39 s 94       |
| 2019 | Championnats d'Amérique du Sud           | Lima           | 1er      | 4 x 400 m | 3 min 4 s 04  |
| 2019 | Jeux panaméricains                       | Lima           | 1er      | 4 x 400 m | 3 min 1 s 41  |

## Records
| Épreuve    | Temps        | Lieu     | Date             |
| ---------- | ------------ | -------- | ---------------- |
| 100 mètres | 10 s 11 (NR) | Luque    | 23 juin 2017     |
| 200 mètres | 20 s 50      | Cali     | 21 novembre 2015 |
| 400 mètres | 45 s 25      | Medellín | 30 avril 2016    |